# Les Ardillats
Les Ardillats är en kommun i departementet Rhône i regionen Auvergne-Rhône-Alpes i östra Frankrike. Kommunen ligger i kantonen Beaujeu som tillhör arrondissementet Villefranche-sur-Saône. År 2022 hade Les Ardillats 616 invånare.

## Befolkningsutveckling
Antalet invånare i kommunen Les Ardillats
| Referens: INSEE |